# Der Himmel auf Erden (film 1927)
Der Himmel auf Erden è un film muto del 1927 diretto da Alfred Schirokauer e Reinhold Schünzel.

## Produzione
Il film fu prodotto dalla Reinhold Schünzel Film. Venne girato dal dicembre 1926 al 1927 ai National-Atelier di Berlino-Tempelhof.

## Distribuzione
Distribuito dall'Universum Film (UFA), uscì nelle sale cinematografiche tedesche presentato in prima a Berlino il 25 luglio 1927.
L'8 aprile 2008, il film è stato presentato a Londra nell'ambito del London Lesbian and Gay Film Festival.